# Discografia de Maurício Manieri
A discografia de Maurício Manieri, um cantor e compositor de música pop brasileiro, compreende seis álbuns de estúdio, dois álbuns ao vivo, umacoletânea e dois DVDs. 

## Álbuns

### Álbuns de estúdio
| Álbum              | Detalhes                                                                                       | Vendas      | Certificações   |
| ------------------ | ---------------------------------------------------------------------------------------------- | ----------- | --------------- |
| A Noite Inteira    | - Lançamento: 18 de setembro de 1998 - Formatos: CD, download digital - Gravadora: Sony BMG    | - : 500.000 | - ABPD: Platina |
| Apartamento 82     | - Lançamento: 1 de abril de 2002 - Formatos: CD, download digital - Gravadora: Abril Music     | - : 150.000 | - ABPD: Ouro    |
| Quero Ver Quem Vem | - Lançamento: 16 de novembro de 2004 - Formatos: CD, download digital - Gravadora: Sony BMG    | - : 100.000 | - ABPD: Ouro    |
| Agora Que Voltou   | - Lançamento: 15 de janeiro de 2006 - Formatos: CD, download digital - Gravadora: Sony BMG     | - : 70.000  |                 |
| O Por do Sol       | - Lançamento: 8 de agosto de 2009 - Formatos: CD, download digital - Gravadora: Radar Records  |             |                 |
| Classics           | - Lançamento: 8 de agosto de 2017 - Formatos: , digital - Gravadora: Manieri & Stein / One Rpm |             |                 |

### Álbuns ao vivo
| Álbum                               | Detalhes | Vendas                   | Certificações |
| ----------------------------------- | --- | ------------------------ | ------------- |
| Ao Vivo                             | - Lançamento: 5 de maio de 2000 - Formatos: CD, download digital - Gravadora: Sony BMG                       | - : 500.000              | - ABPD: Ouro  |
| Celebrar                            | - Lançamento: 3 de janeiro de 2012 - Formatos: CD, download digital - Gravadora: Radar Records               | - : 40.000               | - ABPD: Ouro  |
| Maurício Manieri Classics - Ao Vivo | - Lançamento: 12 de novembro de 2019 - Formatos: CD, download digital - Gravadora: Manieri & Stein / One Rpm | - 100 milhões de Streams |               |

### Coletâneas
| Álbum         | Detalhes                                                                                     |
| ------------- | -------------------------------------------------------------------------------------------- |
| Nova História | - Lançamento: 15 de agosto de 2002 - Formatos: CD, download digital - Gravadora: Abril Music |

### Álbuns de vídeo
| Álbum    | Detalhes                                                                                       |
| -------- | ---------------------------------------------------------------------------------------------- |
| Ao Vivo  | - Lançamento: 5 de maio de 2000 - Formatos: CD, download digital - Gravadora: Sony BMG         |
| Celebrar | - Lançamento: 3 de janeiro de 2012 - Formatos: CD, download digital - Gravadora: Radar Records |

## Singles

### Como artista principal
| Título                | Ano  | Álbum                         |
| --------------------- | ---- | ----------------------------- |
| "Minha Menina"        | 1998 | A Noite Inteira               |
| "Bem Querer"          | 1999 | A Noite Inteira               |
| "Bota Pra Mexer"      | 1999 | A Noite Inteira               |
| "Pensando em Você"    | 1999 | A Noite Inteira               |
| "Te Quero Tanto"      | 2000 | A Noite Inteira               |
| "Popstar"             | 2000 | Ao Vivo                       |
| "Primavera"           | 2000 | Ao Vivo                       |
| "Você"                | 2001 | Ao Vivo                       |
| "Cada Segundo"        | 2002 | Apartamento 82                |
| "Deixa Rolar"         | 2002 | Apartamento 82                |
| "Se Quer Saber"       | 2003 | Apartamento 82                |
| "Pequeno Mundo"       | 2004 | Quero Ver Quem Vem            |
| "Cada Vez Mais"       | 2004 | Quero Ver Quem Vem            |
| "Agora Que Voltou"    | 2006 | Agora Que Voltou              |
| "Eu Amo Você"         | 2006 | Agora Que Voltou              |
| "Falando Sério"       | 2009 | Poder Paralelo                |
| "O Por do Sol"        | 2009 | O Por do Sol                  |
| "Sua Canção"          | 2009 | O Por do Sol                  |
| "Celebrar"            | 2012 | Celebrar                      |
| "Coleção"             | 2012 | Celebrar                      |
| "Meu Plano"           | 2012 | Celebrar                      |
| "Era Só Pra Ser"      | 2013 | Celebrar                      |
| "I Just Wanna Stop"   | 2013 | Não adicionado à nenhum álbum |
| "Classic"             | 2017 | Não adicionado à nenhum álbum |
| "Eu e Você"           | 2017 | Não adicionado à nenhum álbum |
| "My Love"             | 2017 | Não adicionado à nenhum álbum |
| "Mandy"               | 2018 | Não adicionado à nenhum álbum |
| "Me Devendo um Beijo" | 2019 | Não adicionado à nenhum álbum |

## Outras aparições
| Canção                                                                         | Ano  | Outro(s) artista(s) | Álbum                           |
| ------------------------------------------------------------------------------ | ---- | --- | ------------------------------- |
| "Basta Ouvir Seu Coração"                                                      | 2000 | Ivan Lins | Tigrão, O Filme                 |
| "Não Quero Dinheiro" / "O Descobridor dos Sete Mares" / "Você e Eu, Eu e Você" | 2000 | Sandy & Junior | Brasil 500 Anos                 |
| "Hino Nacional Brasileiro"                                                     | 2000 | Sandy & Junior, Daniel, Chitãozinho & Xororó, Moraes Moreira, Titãs, Elba Ramalho, Daniela Mercury, Barão Vermelho, Elza Soares, Paulo Ricardo, Ivete Sangalo, Raimundos, Os Paralamas do Sucesso, Fat Family e Ivan Lins | Brasil 500 Anos                 |
| "O Caminho Para El Dorado"                                                     | 2000 | — | O Caminho Para El Dorado        |
| "Basta Querer"                                                                 | 2008 | Padre Marcelo Rossi | Paz Sim, Violência Não - Vol. 2 |
| "Rara Calma"                                                                   | 2010 | Rosa de Saron | Horizonte Vivo Distante         |
| "Hoje"                                                                         | 2013 | Mariana Valadão | Santo                           |